# 卢国祥
卢国祥（1953年—），湖北监利人，汉族，中华人民共和国政治人物、第十二届全国人民代表大会湖北地区代表。
毕业于湖北省委党校经济管理专业。加入中国共产党。2013年，担任全国人大代表。